# OPAL (газогін)

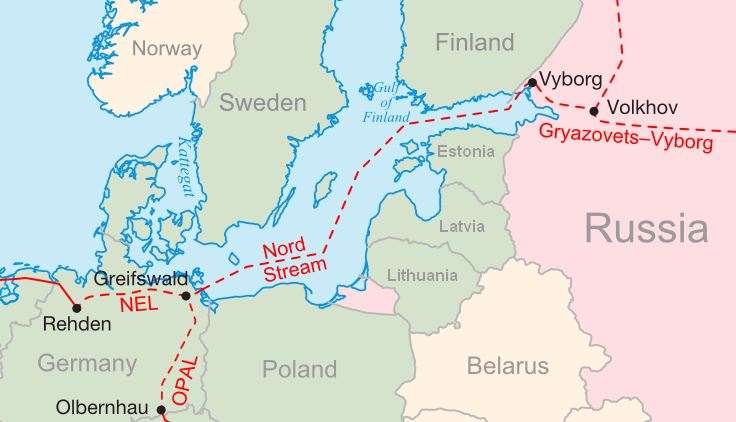
Мапа розвитку Північного потоку

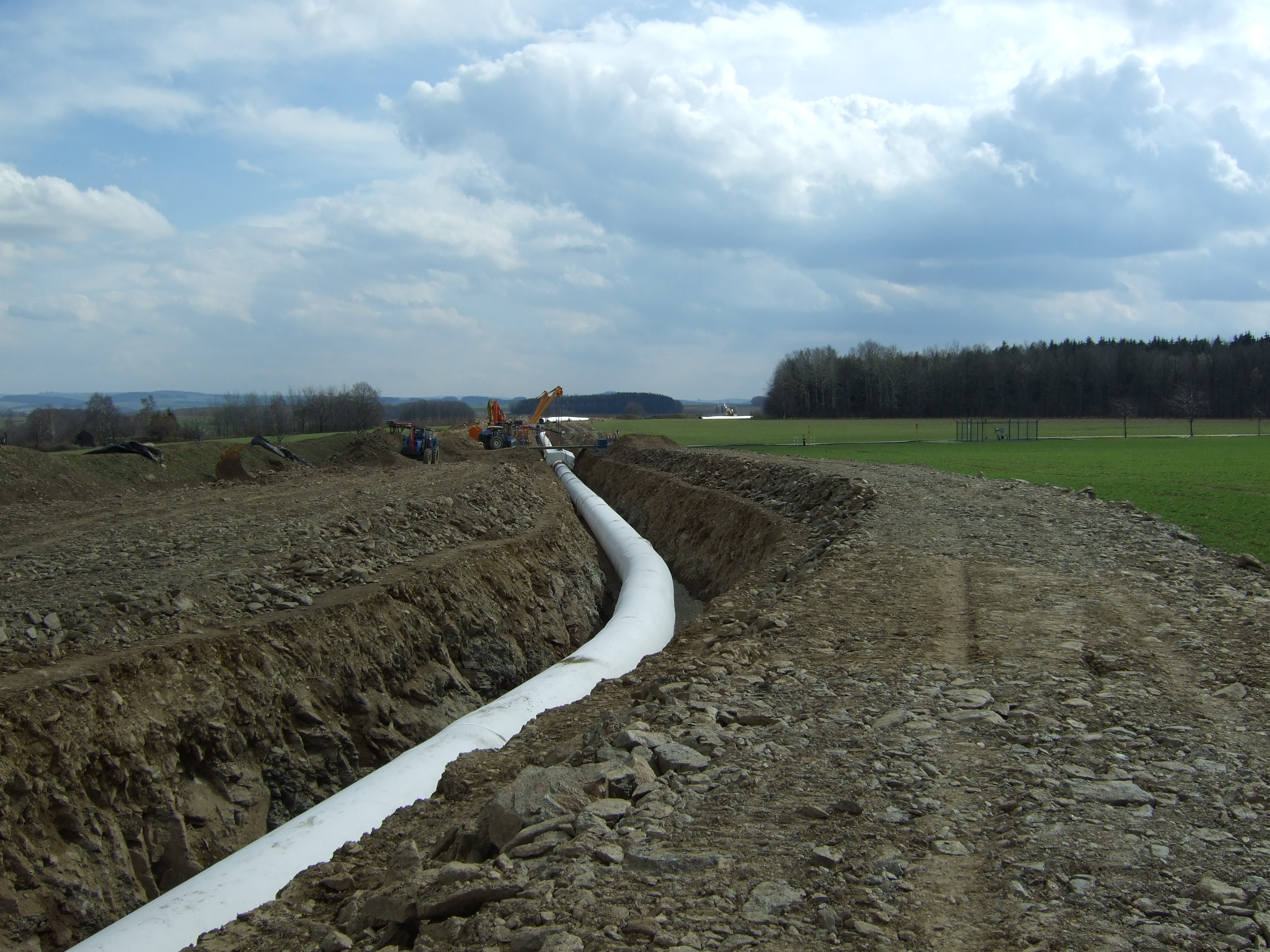
OPAL у Саксонії

OPAL (Ostsee-Pipeline-Anbindungsleitung) — один з двох газогонів у Німеччині (другий — NEL), який з'єднує газогін Північний потік з  існуючою мережею газогонів Середньої і Західної Європи.

## Маршрут
Газогін має 470 км завдовжки і прямує від Лубміну на Балтійському узбережжі (де може прийняти газ із "Північного потоку") до Ольбернхау біля німецько-чеського кордону.
Він забезпечує перетік блакитного палива у мерідіональному напряму через Східну Німеччину та поєднує Північний поток із:
- JAGAL (подає газ із газогону Ямал-Європа у західному напрямку);
- STEGAL (подає газ у західному напряму із Чехії - система "Братство");
- GAZELA (забезпечує транспортування через територію Чехії до південної Німеччини);
- системою газопроводів "Братство", яка може використовуватись для реверсного постачання ресурсу через Чехію у східному напрямку в карпато-балканський регіон та Україну.

## Технічна характеристика
Діаметр рури газогону — 1400 мм і має робочий тиск до 100 бар (10000 кПа) Потужність газогону — 35 мільярдів м³ природного газу. Компресорна станція в Раделанд, Брадебург, побудовано Siemens.
Вартість газогону — близько € 1 млрд. Будівництво було завершено в 2011, і в серпні 2011 року Північний потік було з'єднано з газогоном OPAL
Основними акціонерами газогону є дві німецькі компанії: Wingas (80%) і E.ON Ruhrgas (20%).
Для газогону OPAL не застосовуються німецькі закони про конкурентоспроможність на поставку на найближчі 20 років, законопроєкт прийнято 25.02.2009.